# Anping (Hengshui)
Der Kreis Anping (安平县 Ānpíng Xiàn) ist ein Kreis der bezirksfreien Stadt Hengshui in der chinesischen Provinz Hebei. Er hat eine Fläche von 494,2 km² und zählt 328.512 Einwohner (Stand: Zensus 2010). Sein Hauptort ist die Großgemeinde Anping (安平镇).
Das Wandmalereiengrab von Lujiazhuang (Lujiazhuang bihuamu 逯家庄壁画墓) aus der Zeit der Östlichen Han-Dynastie steht seit 2001 auf der Liste der Denkmäler der Volksrepublik China (5-148).